# Perifèria (Seurat)
Perifèria és una pintura a l'oli sobre tela realitzada pel pintor francès Georges Pierre Seurat entre 1881 i 1882, que s'exhibeix en el Museu d'Art Modern de Troyes.
L'obra indaga en la perifèria urbana en tot el seu aspecte secallós i degradat. Per donar una millor sensació d'alienació, Seurat utilitza un cromatisme ple de colors càlids que es dissolen en una boira que embolcalla les cases i les xemeneies.